# Iskandar Mirza
Iskander Mirza (Murshidabad (Brits-Indië), 13 november 1899 – Londen (Groot-Brittannië), 13 november 1969) was een Pakistaans politicus. Hij was de laatste Gouverneur-generaal van het Dominion van Pakistan en de eerste president van Pakistan.

## Levensloop
Mirza werd geboren als de oudste zoon van een Indische prins. Zijn familie had een moslimachtergrond. Hij groeide op in Mumbai en volgde later een opleiding aan de Universiteit van Mumbai. Daarna studeerde hij af aan de Koninklijke Militaire Academie Sandhurst. In 1920 nam hij dienst in het Brits-Indische leger. Daarin had hij zes jaar dienst. Daarna werd Mirza toegelaten tot de Indian Political Service. Dit was een prestigieuze afdeling van het Brits bestuur dat zorg droeg voor het burgerlijk bestuur in rumoerige districten. In 1946 werd hij aangesteld als de minister van Defensie van Brits-Indië. In deze functie was hij verantwoordelijk voor de opdeling van het Brits-Indische leger in de toekomstige legers van Pakistan en India.
Mirza trouwde in 1922 met Rif’at Begum. Samen kregen zij twee kinderen. In oktober 1954 trouwde hij met zijn tweede vrouw Naheed Begum. Zij was in het verleden getrouwd geweest met de militair attaché van Iran in Pakistan.
Na de vestiging van Pakistan werd hij benoemd tot minister van Defensie. In 1954 kreeg hij de aanstelling tot Gouverneur in Oost-Pakistan (het huidige Bangladesh). Mirza moest de orde brengen in de politiek onstabiele deelstaat. In 1955 werd Mirza benoemd als minister van Binnenlandse Zaken in de regering van Muhammad Ali Bogra. In datzelfde jaar werd hij ook Gouverneur-generaal van het Dominion of Pakistan.
Mirza was een fel bepleiter van het eenheid-programma dat de deelstaten van Oost- en West-Pakistan tot een homogene eenheid moest smeden. Ook geloofde hij in de scheiding van kerk en staat.
In 1956 kreeg Pakistan een grondwet en in plaats van de Gouverneur-generaal kreeg Pakistan een president als staatshoofd. Mirza werd de eerste president van Pakistan. Tijdens zijn presidentschap maakte het land een onrustige periode door. In zijn twee jaar durende regeerperiode kreeg hij te maken met vier verschillende premiers.
Mirza besloot in oktober 1958 dat de grondwet bijdroeg aan politieke instabiliteit. Daarom riep hij de noodtoestand af, zodat er een nieuwe grondwet geïntroduceerd kon worden "die beter zou passen bij de genen van het Pakistaanse volk". Hij benoemde Mohammed Ayub Khan, hoofd van het leger, als uitvoerder. Deze pleegde op zijn beurt op 27 oktober 1958 een geweldloze coup. Mirza werd in ballingschap gestuurd naar Engeland.
De oud-premier leefde tot zijn dood in Londen. Hij stierf op zijn 70e verjaardag aan een hartaanval. Het militaire regime van Yahya Khan weigerde een begrafenis in eigen land. Zijn lichaam werd daarom overgebracht naar Iran waar Mirzain de hoofdstad Teheran van de Sjah van Iran een staatsbegrafenis kreeg.
Iskandar Mirza · Mohammed Ayub Khan · Yahya Khan · Zulfikar Ali Bhutto · Fazal Ilahi Chaudhry · Mohammed Zia-ul-Haq · Ghulam Ishaq Khan ·
Wasim Sajjad · Farooq Leghari · Wasim Sajjad · Mohammed Rafiq Tarar · Pervez Musharraf · Mohammed Mian Soomro · Asif Ali Zardari · Mamnoon Hussain · Arif Alvi ·
Asif Ali Zardari